# Pedro Reino
Pedro Arturo Reino Garcés (* 9 de febrero de 1951 en Cevallos, Ecuador) es un escritor, historiador y periodista ecuatoriano. Como cronista oficial y vitalicio de la ciudad de Ambato ha publicado numerosas obras sobre la historia de la Provincia de Tungurahua.

## Vida
Pedro Arturo Reino Garcés nació en el cantón Cevallos en la provincia de Tungurahua el 9 de febrero de 1951; sus padres fueron Pedro Reino y Georgina Garcés. Sus estudios primarios los realiza en su lugar natal, los secundarios en el Colegio Nacional Bolívar de Ambato y los estudios superiores los realiza en la Universidad Central del Ecuador en Quito, donde se graduó en Filosofía y Letras y cursó también el idioma quichua. Además, realizó estudios musicales en el Conservatorio Nacional de Quito y es intérprete de bandolín, flauta, ocarina, dulzainas y quenas. Junto con un grupo de música que fundó Pedro Arturo Reino grabó varios discos y compuso las letras de varios himnos de municipios de su región. El Municipio de Ambato le condecoró con el galardón “Celiano Monge” por sus composiciones musicales y difusión realizada por Bolivia y Perú (1978).
En 1977 y 1987, estudió su postgrado en el Instituto Caro y Cuervo en Bogotá (Colombia), donde recibió su maestría en 1988 en Lingüística Hispánica. Desempeñó las funciones de Director de la Escuela de Comunicación Social de la Universidad Técnica de Ambato, Jefe del departamento de Cultura de la Dirección Provincial de Educación y Director Artístico de la Fiesta de Fruta y de las Flores por varios años. En la Universidad Técnica de Ambato es profesor de Fonética y Fonología, Semántica, Historia del Español y Dialectología; también enseñó, durante muchos años, Literatura en el Colegio Nacional “Simón Bolívar” de Ambato.
De 2000 a 2002 desempeñó el cargo de “Director Provincial de Antropología y Cultura” del Departamento de Cultura del Concejo Provincial de Tungurahua. Fue director de información y bibliotecas de la Universidad Técnica de Ambato de 2005 a 2010. También fue profesor ocasional en la Universidad de la provincia de Bolívar, en la Pontificia Universidad Católica de Quito y en la Universidad Central (Quito).Es frecuente colaborador de El Heraldo, diario ambateño donde también fue director del Suplemento Cultural de 1983 a 1984.
Algunos de sus libros han sido traducidos a lenguas extranjeras y publicados en Japón, Corea del Sur, Yugoslavia y Austria. En Brasil obtuvo el premio otorgado por el Parlamento Latinoamericano por los textos literarios Los Quejidos del sol en 2004. 
Viajó a la República Dominicana por su liderazgo campesino para observar sistemas de riego bajo los auspicios de la universidad de Utah (Estados Unidos) en 2000. Desde 2010 es el Cronista Oficial y Vitalicio de la Ciudad de San Juan de Ambato; como tal, estudia y analiza numerosos documentos de la Colonia en archivos colombianos y ecuatorianos.
Ha viajado por Perú,Chile y Argentina presentando sus libros. Su novela Nido de Rifles,que trata sobre héroes de la Independencia suramericana fue presentada en Salta-Argentina. 
Es miembro de la Casa de la Cultura Ecuatoriana, Núcleo del Tungurahua.
Desde 2014 es Miembro de la Academia Nacional de Historia.

## Obras literarias

### Novelas
- La Ushinga 1807 (novela histórica). Ambato: Universidad Técnica de Ambato, Editorial Pío XII, 2007. Reedición 2015 Sureditores
- Mazorra. Las voces de mis calaveras (novela histórica). Ambato: Casa de la Cultura Ecuatoriana, Núcleo de Tungurahua, 2009.
- Tren a Chuchubamba, primer lugar en el Concurso Nacional de Literatura Miguel Riofrío, 2014.[1] Segunda edición 2015
- Nido de Rifles (Novela histórica sobre la estructuración de Ecuador como República) Ambato: Ed.Maxtudio, 2018
- El Reclinatorio de Oro, Maxtudio, Ambato, 2021.
- La Cabeza del Virrey / La batalla de Iñaquito, Maxtudio, Ambato, 2023.

### Cuentos, relatos y prosa poética
- Los Cirios de Piedra. Ambato: Editorial Pío XII, 1986.
- Vuelontananzas (coautor). Riobamba: El Búho en el Ojo de la Memoria, Editorial Pedagógica Centro, 1991.
- Leyendas y creencias de Tungurahua, Ed. CCE de Tungurahua, 1993.
- Historias aún no contadas. Ambato: Editorial Maxtudio, 1998.
- Lo velaron en el pesebre. Relato testimonial. Cevallos – Tungurahua, 2009 (edición de autor).
- El componente africano colonial en Tungurahua, Maxtudio, Ambato, 2012.
- Historias de tinta y polvo, 2013
- El patrón virgencito de Cumbijín, 2013
- La Amante del burro desquiciado, 2015
- El arpa encarcelada, Martín Rumipamba de la Haciendad de Guachi, 1820, Maxtudio, Ambato, 2016.
- Andrés Pasochoa de Quisapincha y los encarcelados por saber leer y escribir. Maxtudio, Ambato, 2016.
- La momia de Sicalpa, testamento del Comisario del Santo Oficio de la Inquisición, 1778, Maxtudio, Ambato, 2016.
- Cinco sitios para encontrarme con la muerte. Francisco González de Hevia promotor del País de la Canela, Maxtudio, Ambato, 2017
- Pasiones desenterradas, narrativa hispanoamericana continental,Maxtudio, Ambato, 2017.
- Remembranzas sobre Juan León Mera y el atochal de su entorno, Maxtudio, Ambato,2018.
- Tincto de Amore, en  español y en griego, con traducciòn de Georgìa Kalsidou, Ed. Pìo XII, Ambato,  2021
- Las Capullanas y las tres incursiones de Pizarro al Mar del Sur, Maxtudio, Ambato, 2021.
- El Señor del Terremoto, Maxtudio, Ambato, 2023.
- Relatos Inolvidables, Maxtudio, Ambato, 2023.

### Poesía
- Huracanes de sangre. Ambato: Editorial Pío XII, 1982.
- Ecos telúricos. Ambato: Editorial Pío XII, 1983.
- Guitarra cósmica. Poesía. Ambato: Editorial Pío XII, 1992. Reedición bilingüe Guitarra cósmica / Kosmische Gitarre. Traducido al alemán por Erna Pfeiffer. Ambato: Ed. Pío XII, 2011.
- Versos para tus dioses indefensos. Ambato: Editorial Pío XII, 1996.
- Índice de la poesía tungurahuense del siglo XX, compilador, Ed. Pío XII,Ambato, 1996
- Cenizologías y rescoldos (2009, inédito)
- América: Guitarra de otros Verbos / Amerika: Gitarre anderer Worte. Edición crítica y traducción de Erna Pfeiffer. Con una introducción de Germán Calvache Alarcón e ilustraciones de Oswaldo Viteri. Frankfurt am Main [et al.]: Peter Lang Edition, 2013. (Ecuador: Studien und Editionen, Bd. 3) ISBN 978-3-631-64029-6
- Letras sin fronteras II, Antología latinoamericana, Imprenta universitaria de El Salvador, 2016.
- Poemas en Letras Ecuatorianas 3, Abrace editora, Montevideo, 2017.
- Guambra Espantado, poesía e interculturalidad, Maxtudio, Ambato, 2018.

### Ensayo
- Los pantsaleos, una visión histórico lingüística,Ed. Universitaria, Ambato, 1988.
- Proceso de la creación de la Villa de San Juan de Hambato 1743-1760,Ed. Pío XII, Ambato, 1989
- Pequeño Atlas Léxico de la Sabana de Bogotá (coautor)Ed. Universidad de Takushoku, Tokio - Japón 1977.
- Dialectología: Apuntes para el estudio del Español en el Ecuador, Ed. Pío XII, Ambato, 1989,2da.ed. 1990.
- Apuntes sobre elnivel fónico en el Español ecuatoriano, en Verba Hispánica, Ljubiana, Yugoslavia,1991.
- Atlas Lingüístico y Etnográfico de Tungurahua, UTA,Ambato, 1991.
- Clasificación de las lenguas indígenas en el Ecuador precolombino, Ed. CCE de Tungurahua, Ambato, 1992.
- Letras contemporáneas en Tungurahua. Ambato: Editorial Pío XII, 1993 (Colección Urgente, 1).
- Lo que no se puede decir. Ambato: Editorial Pío XII, 1994 (Colección Urgente, 2).
- Patate en el siglo XVIII, Ed. Pío XII, Ambato, 2001.
- Memorias de Píllaro colonial,Ed. Pío XII, Ambato, 2001.
- Tisaleo indígena en la colonia, Maxtudio, Ambato, 2002
- Perfiles histórico genealógicos de Santiago de Quero, Ed. universitaria, Ambato, 2002.
- La comarca de Capote, Cevallos, Ed. Gutemberg, Riobamba, 2004.
- Breve historia sobre la transportación en Tungurahua, Ed. Milenium tres, Ambato, 2004.
- La Diablada pillareña, Empresdane gráficas,Quito, 2006.
- Río Negro - Tungurahua, Maxtudio, Ambato, 2007.
- Los surcos de Bolívar en el Mar. Ambato: Editorial Pío XII, 2008. (Confraternidad Bolivariana de América, Capítulo República del Ecuador, Discurso de Incorporación)
- Creación de la Universidad Técnica de Ambato. Contexto histórico, Ed. gráficas Corona, Quito, 2009.
- Culturahua. Ambato: Universidad Técnica de Ambato, 2010.
- De los oficios del verbo y la paciencia. Ambato: Maxtudio Creativos, 2010.
- Historia Indígena, documentos para la historia colonial de Tungurahua,Maxtudio, Ambato,2010
- Gente y memoria del Pueblo de los Baños – Tungurahua. Ambato: Editorial Pío XII, 2011.
- Tungurahua gente de acequias, Ed. Pedagógica Freire, Riobamba, 2011
- Los quejidos del sol. Ambato: Editorial Pío XII, 2011. (Premio Parlamento Latinoamericano, Brasil 2004)
- Catarsis y Metanoias. Ambato: Editorial Pío XII, 2011.
- Historias de tinta y polvo,Maxtudio, Ambato,2013.
- Horizontes históricos de Mocha, Maxtudio, Ambato,2013.
- Raíces históricas de la parroquia Benítez - Pelileo,Maxtudio, Ambato,2015.
- Apuntes sobre Ambato y su pasado histórico. Memorias de la Academia Nacional de Historia. 2015.
- Los Guambahaloes de Tungurahua - 1673, Ed. Pío XII, Ambato, 2017.
- Senderos Históricos de Patate, Ed. Maxtudio, Ambato, 2017.
- Izamba ancestral,Ed. Maxtudio,Ambato, 2018
- Ecuador: Identidad a Martillazos. Ambato: Ed. Maxtudio, 2018
- Controversia sobre las fiestas oficiales centroandinas y las de Hambato Colonial, 2019
- Tenencia de la tierra y remembranzas del triunfalismo opresor/Tisaleo Inga-pallas, 2019.
- Cuadernos para la Historia Indígena, Ed.Pío XII, Ambato, 2019.
- Historicidad etnolingüística sobre lenguas desaparecidas en los Andes del Ecuador. Ponencia para el Encuentro de    Exalumnos del Instituto Caro y Cuervo, Bogotá, 2019.
- Inventaron una guerra para darnos patria, Ed. Pío XII, Ambato, 2020.
- Indios mitayos en Hambato Colonial, Maxtudio,Ambato, 2020.
- Los nombres de la peringucha y otros eufemismos, Maxtudio, Ambato, 2020.
- Sustratos etnolingüísticos del Ecuador Andino,Ed. Pío XII,Ambato, 2020.
- Lo que no cuenta la historia, Ed. CCE Quito, 2020.
- Aleturgias sobre don Antonio de Clavijo, Maxtudio, Ambato, 2021. Versiòn en pdf por la U de Cuenca.
- Baños en las Incursiones al Oriente ecuatoriano, Ed. Maxtudio, Ambato,2021
- La historia omnisciente y el supuesto socialismo inca, Maxtudio, Ambato, 2022.
- Hernando de la Parra 1548, Maxtudio, Ambato, 2022.
- Ambato: Evolución político administrativa, 2023.